# Дончич, Лука
Лу́ка До́нчич (словен. Luka Dončić; род. 28 февраля 1999, Любляна, Словения) — словенский баскетболист, играющий на позициях атакующего и разыгрывающего защитника, а также лёгкого форварда. Выступает за клуб НБА «Лос-Анджелес Лейкерс». Чемпион Европы 2017 года в составе сборной Словении.
С самого начала своей карьеры, Дончич рассматривается рядом экспертов как один из наиболее талантливых игроков своего поколения в мире.

## Ранние годы
Дончич родился в Любляне, Словения, в семье владелицы салонов красоты Мириам Потербин и баскетбольного тренера и бывшего игрока Саши Дончича. Мать Дончича родилась в Словении, а отец — в Сербии. Первоначально семья жила в городе Клина, а затем переехала в Словению. В 2008 году родители развелись, а Лука остался с матерью.

## Профессиональная карьера

### Карьера в Европе

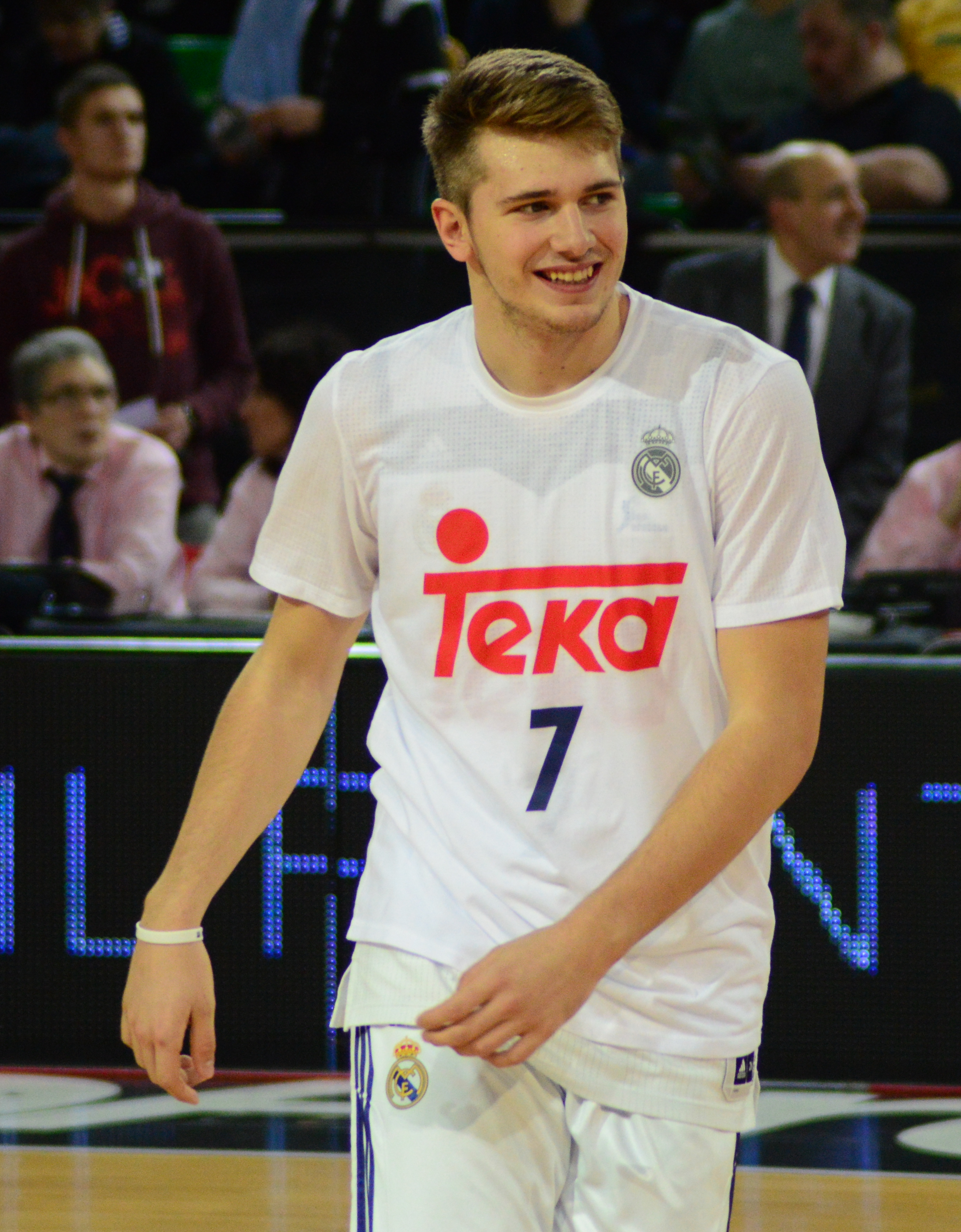
Дончич в составе мадридского «Реала» в декабре 2016 года

Свой первый профессиональный контракт Лука подписал в 13 лет, уже в 16 попал в ростер основной команды и стал третьим самым молодым игроком за всю историю лиги ACB. Дебютировал 30 апреля 2015 года, став самым молодым игроком в составе клуба «Реал Мадрид» в чемпионате Испании в возрасте 16 лет, 2 месяцев и 2 дней. В более молодом возрасте в чемпионате Испании дебютировали только Рики Рубио (14 лет и 11 месяцев) и Анхель Реболо (15 лет и 3 месяца). Дончич принимал участие в плей-офф чемпионата Испании в 2015 и в Межконтинентальном кубке 2015 года.

### Карьера в НБА
На драфте НБА 2018 года Дончич был выбран «Атланта Хокс» под 3-м номером. Права на игрока были обменяны в «Даллас Маверикс» на 5-й пик драфта (Трэй Янг) и защищённый пик драфта-2019. Так как его любимый 7-й номер был занят, словенец взял себе игровой номер 77. 9 июля 2018 года Лука подписал контракт с «Далласом». Дончич не играл в летней лиге НБА, так как занимался выкупом контракта у клуба «Реал Мадрид». ESPN перед началом сезона 2018/2019 назвала игрока фаворитом на приз лучшему новичку.

### Даллас Маверикс (2018-2025)

#### Сезон 2018/19

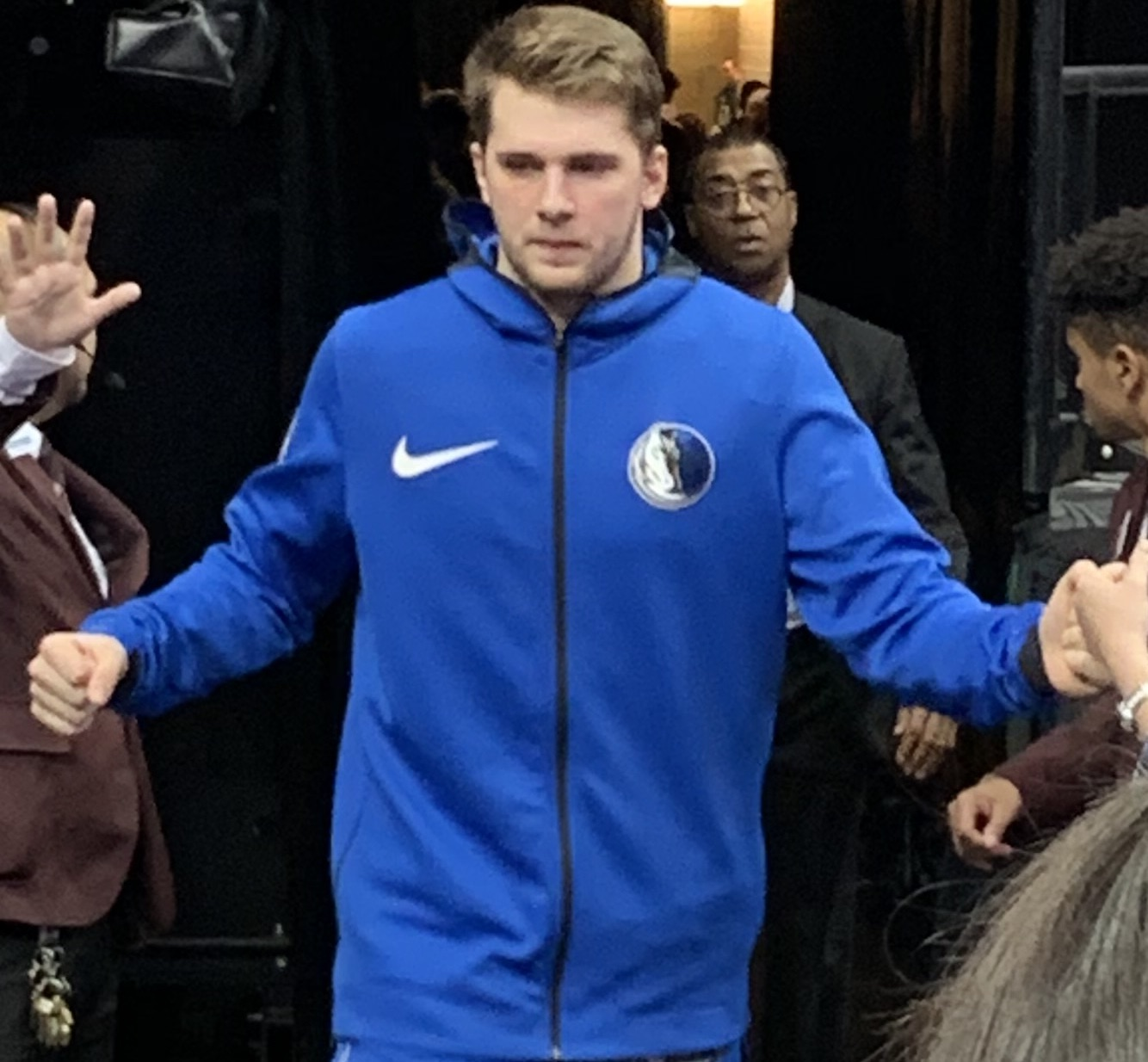
Дончич в составе «Маверикс» в 2018

Дебютировал в НБА 17 октября 2018 года в матче против «Финикс Санз» (100—121), в котором набрал 10 очков, сделал 8 подборов и 4 передачи. 29 октября впервые преодолел 30-очковый рубеж в матче НБА: 31 очко и 8 подборов в игре против «Сан-Антонио Спёрс» (108—113). 20 ноября 2018 года Дончич сделал свой первый дабл-дабл в НБА — в матче с «Мемфисом» (88:98) словенец набрал 15 очков (6 из 20 с игры) и 10 подборов за 37 минут на площадке. В ноябре и декабре 2018 года был признан лучшим новичком Западной конференции. 21 января 2019 года в возрасте 19 лет и 327 дней сделал свой первый трипл-дабл в НБА: 18 очков, 11 подборов и 10 передач в матче против «Милуоки Бакс» (106—116). За всю историю НБА только Маркелл Фульц, Ламело Болл и Джош Гидди делали трипл-дабл в более раннем возрасте.
27 января впервые набрал 35 очков и сделал свой второй трипл-дабл (12 подборов и 10 передач) в матче против «Торонто Рэпторс». Через два дня было подтверждено участие Дончича в Матче восходящих звёзд НБА. В выборе на Матч всех звёзд НБА Дончич занял второе место в голосовании болельщиков, уступив только Леброну Джеймсу, и общее восьмое место по голосам, однако не был включён в качестве запасного в состав сборной Западной конференции. В январе третий раз подряд был признан лучшим новичком Западной конференции. 7 февраля сделал свой третий трипл-дабл: 19 очков, 10 подборов и 11 передач в победном матче против «Хорнетс» (99-93). Дончич стал самым молодым игроком в истории НБА, сделавшим три трипл-дабла, превзойдя достижение Мэджика Джонсона на 117 дней. 23 марта в матче против «Голден Стэйт» сделал шестой свой трипл-дабл: 23 очка, 11 подборов и 10 передач, став 4 в истории лиги, среди игроков сделавших такое количество трипл-даблов в первом регулярном чемпионате. В мае Дончич был единогласно выбран в первую сборную новичков сезона, а в июне он получил премию «Новичок года НБА». Дончич стал вторым европейским игроком после Пау Газоля, который выиграл эту награду, и шестым победителем, не родившимся в Соединённых Штатах.

#### Сезон 2019/20
Дончич сделал свой первый трипл-дабл в сезоне 25 октября 2019 года, набрав 25 очков, 10 подборов и 10 передач, и помог «Маверикс» победить «Нью-Орлеан Пеликанс» (123:116). В двух матчах подряд, 1-3 ноября, он не только записал на свой счёт два трипл-дабла, но и сделал рекордные за карьеру 15 передач в обеих играх. 8 ноября Дончич набрал рекордные в карьере 38 очков и сделал свой двенадцатый трипл-дабл в НБА, совершив 14 подборов и 10 передач в проигранном матче против «Нью-Йорк Никс» (102—106). Десять дней спустя в победном матче против «Сан-Антонио Спёрс» (117—110) Дончич записал на свой счёт рекордные в карьере 42 очка и свой шестой трипл-дабл в сезоне, совершив 11 подборов и 12 передач. Он вошёл в историю НБА после победы над «Голден Стэйт Уорриорз» 20 ноября (142:94), набрав 35 очков, сделав 10 подборов и 11 передач; таким образом, став самым молодым игроком, который сделал несколько трипл-даблов подряд, набирая при этом не менее 35 очков, побив рекорд Оскара Робертсона. В ноябре Дончич был назван лучшим игроком недели Западной конференции НБА (18-24 ноября); это была его первая награда игрока недели НБА. 3 декабря он получил свою первую награду игрока месяца НБА в Западной конференции за игру в октябре и ноябре. Дончич стал самым молодым игроком месяца Западной конференции с тех пор, как Лига начала выдавать награду по конференциям в сезоне 2001/02. В декабре он также был назван открытием года 2019 изданием Sports Illustrated. 8 декабря 2019 года Дончич превзошёл рекорд по количеству игр подряд, в которых было набрано не менее 20 очков, 5 подборов и 5 передач с момента слияния АБА и НБА в 1976 году. Этот рекорд ранее принадлежал Майклу Джордану (18 матчей подряд в 1989 году). Дончич сделал свой десятый трипл-дабл в сезоне 4 января 2020 года, набрав 39 очков, 12 подборов и 10 передач в проигранном матче против «Шарлотт Хорнетс» (120—123).
В сезоне 2019/20 Дончич был выбран на свой первый Матч всех звёзд НБА в качестве игрока стартового состава Западной конференции. Он стал самым молодым европейским игроком, вышедшим с первых минут в Матче всех звёзд. 4 марта Дончич сделал 22-й трипл-дабл в своей карьере и обошёл Джейсона Кидда по их количеству в истории франшизы, набрав 30 очков, 17 подборов и 10 передач, чем помог своей команде обыграть «Нью-Орлеан Пеликанс» в овертайме (127:123). Дончич сделал свой 15-й трипл-дабл в сезоне 31 июля, набрав 28 очков, 13 подборов и 10 передач, однако этот матч был проигран команде «Хьюстон Рокетс» в овертайме (149:153). 4 августа Дончич записал на свой счёт ещё один трипл-дабл с 34 очками, 12 передачами и рекордными в карьере 20 подборами в победном матче против «Сакраменто Кингз» (114:110 ОТ). Благодаря этому он стал самым молодым игроком, набравшим 30+ очков, 20+ подборов и 10 или более передач. 8 августа Дончич совершил 19 передач, третий результат в его карьере и первый в сезоне НБА 2019/20 наравне с Леброном Джеймсом, 36 очков, 14 подборов и 2 потери в победном матче против «Милуоки Бакс» (136:132). В этом матче он сделал 17-й трипл-дабл в сезоне и стал самым молодым игроком, лидирующим по этому показателю. 15 августа он был включён в первую сборную по итогам матчей после возобновления сезона, в которых он набирал в среднем 30 очков, 10.1 подбора и 9.7 передач за игру. Дончич стал одним из трёх финалистов в номинации Самый прогрессирующий игрок НБА. Он финишировал третьим, уступив Брэндону Ингрэму (1-е место) и Бэму Адебайо (2-е место). 17 августа Дончич дебютировал в плей-офф НБА и в первом матче набрал 42 очка (наивысший показатель в дебютном матче плей-офф НБА в истории) в проигранном матче против «Лос-Анджелес Клипперс» (110:118). 23 августа он стал самым молодым игроком в истории плей-офф НБА, сделавшим трипл-дабл с 40+ очками, набрав 43 очка в победном матче против «Клипперс» (135:133 ОТ) и забросив победный трёхочковый. Благодаря этому выступлению он стал вторым игроком в истории НБА после Уилта Чемберлена, набравшим 43+ очка, 17+ подборов и 13+ передач в одном матче. 16 сентября он был включён в первую сборную всех звёзд сезона НБА. Он стал первым игроком после Тима Данкана в сезоне 1998/99, включённым в первую сборную всех звёзд в свой первый или второй сезон. Он занял четвёртое место среди кандидатов на звание MVP и стал вторым среди самых молодых игроков, финишировавших в первой пятёрке голосования за эту награду.

#### Сезон 2020/21

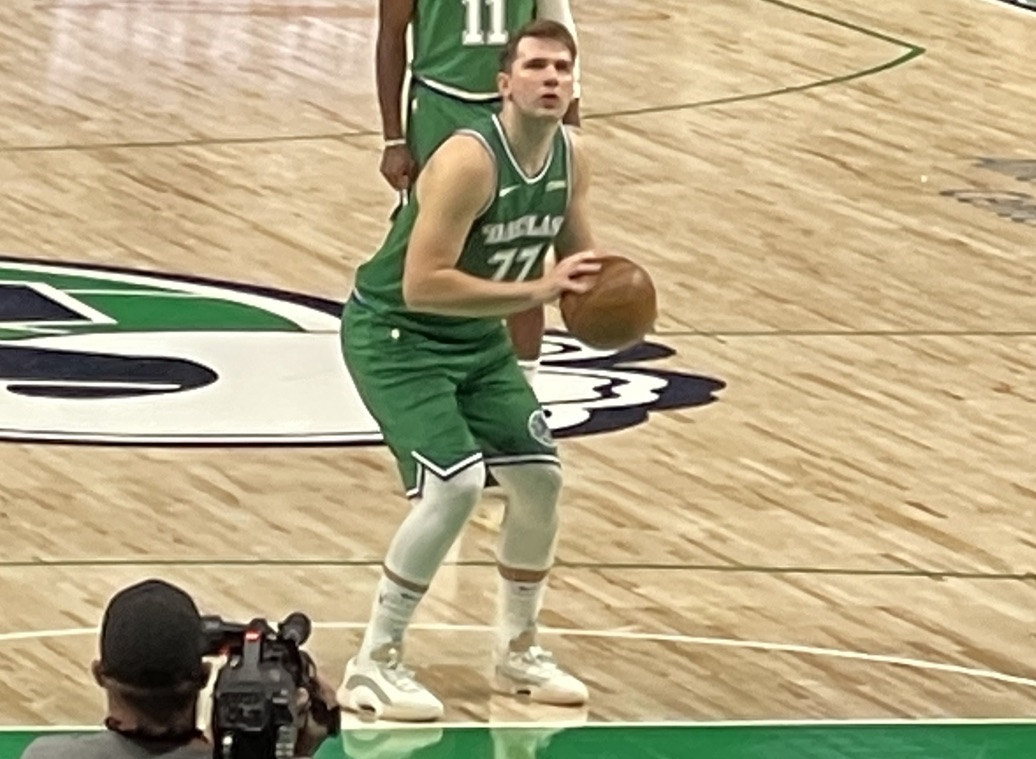
Дончич исполняет штрафной бросок за «Даллас Маверикс» в 2021

6 февраля 2021 года Дончич набрал 42 очка, 11 передач и 7 подборов в победном матче против «Голден Стэйт Уорриорз» (134:132). 12 февраля Дончич набрал 46 очков (наивысший результат в карьере), 12 передач, 8 подборов, один блок-шот и один отбор в победном матче против «Нью-Орлеан Пеликанс» (143:130). 1 мая Дончич набрал 31 очко, 12 подборов и рекордные в карьере 20 передач в победном матче против «Вашингтон Уизардс» (125:124). Благодаря этому выступлению он стал четвёртым игроком в истории НБА после Оскара Робертсона, Мэджика Джонсона и Рассела Уэстбрука, сделавшим трипл-дабл с 30+ очками и 20+ передачами. 7 мая он набрал 5000 очков в своей карьере. В возрасте 22 лет и 68 дней Дончич стал четвёртым среди самых молодых игроков, достигших этой отметки, после Леброна Джеймса, Кевина Дюранта и Кармело Энтони. 22 мая он набрал 31 очко, 10 подборов и 11 передач в победном матче против «Лос-Анджелес Клипперс» (113:103) в первом матче плей-офф НБА 2021 и стал первым игроком в истории НБА, сделавшим три трипл-дабла в первых семи матчах плей-офф НБА в своей карьере. Он также обошёл Карима Абдул Джаббара, став самым молодым игроком в истории турнира, сделавшим трипл-дабл в выездном матче плей-офф. 28 мая он набрал 44 очка (второй результат в карьере на тот момент) в третьем матче серии против «Лос-Анджелес Клипперс» (108:118). 6 июня в своём первом седьмом матче серии плей-офф он набрал 46 очков, повторив свой лучший результат, и 14 передач, однако «Маверикс» уступили со счётом 111:126 и проиграли в первом раунде «Клипперс» второй сезон подряд, несмотря на победы в первых двух матчах серии. 15 июня Дончич был включён в первую сборную всех звёзд сезона НБА второй раз подряд.
14 июля 2021 было объявлено, что Дончич появится на обложке игры NBA 2K22, 23-й игры в серии NBA 2K. 10 августа 2021 года Дончич подписал с «Маверикс» пятилетний контракт на 207 миллионов долларов, что стало крупнейшей гарантированной суммой в истории для продления контракта новичка.

#### Первый выход в финал Западной конференции (2021—2022)
3 февраля Дончич был включен в список запасных на Матч всех звезд НБА 2022 года. 10 февраля Дончич набрал 51 очко, девять подборов и шесть передач в победе над «Лос-Анджелес Клипперс». 13 февраля в ответном матче против «Клипперс» Дончич набрал 45 очков, 15 подборов и 8 передач. Набрав 96 очков за две игры, Дончич стал рекордсменом по количеству очков за два матча против одного и того же соперника с тех пор, как Уилт Чемберлен набрал 100 очков за две игры Филадельфии против Сиэтла в декабре 1967 года. За свою игру против «Клипперс» он был назван игроком недели Западной конференции. 18 февраля Дончич набрал 49 очков, включая семь трехочковых, а также 15 подборов и 8 передач в победе над «Пеликанс». Дончич стал четвёртым игроком в истории Национальной баскетбольной ассоциации (остальные — Уилт Чемберлен, Элджин Бэйлор, Уолт Беллами), набиравшим по меньшей мере 45 очков, 15 подборов и 5 передач дважды за календарный месяц, и первым после Чемберлена, который показал такую статистику в январе 1966 года.
27 февраля Дончич набрал 34 очка и 11 подборов в матче против «Голден Стэйт Уорриорз». После этой встречи Дончич стал первым игроком в истории НБА, набирающим в среднем 30 очков, 10 подборов и 8 передач за игру и попадающим не менее 40 процентов с трехочковой дистанции в течение календарного месяца в эпоху трехочковых бросков с 1980 года. 3 марта Дончич получил свою вторую в карьере награду «Игрок месяца НБА», когда он был назван игроком месяца Западной конференции НБА за февраль; он стал вторым игроком в «Маверикс», кто выигрывал бы эту награду несколько раз, помимо Дирка Новицки, который выигрывал ее шесть раз в своей карьере.
Дончич пропустил первые три игры плей-офф из-за травмы, полученной в последней игре регулярного чемпионата. 28 апреля Дончич привел «Даллас Маверикс» к победе над «Юта Джаз» в 6 игре первого раунда плей-офф НБА, что обеспечило проход «Далласа» во второй раунд. Это был первый выход «Далласа» во второй раунд плей-офф за четырехлетнюю карьеру Дончича в НБА. Это также была первая победа «Маверикс» в первом раунде с момента победы в финале НБА в 2011 году.
20 мая в игре 2 финала Западной конференции Дончич набрал 42 очка, 5 подборов, 8 передач и 3 перехвата в матче против «Голден Стэйт Уорриорз». Он присоединился к Майклу Джордану (917) и Уилту Чемберлену (867) в качестве единственных игроков в истории НБА, которые набрали 800 очков в первых 25 матчах плей-офф за карьеру. Дончич также сравнялся с Дирком Новицки по количеству 40+ очков в матчах плей-офф в истории «Маверикс». Два дня спустя Дончич превзошел Дирка Новицки по количеству 40+ очков в матчах плей-офф, оформив дабл-дабл из 40 очков и 11 подборов. По данным Elias Sports Bureau, в течение плей-офф он десять раз становился лидером «Далласа» по очкам, подборам и передачам — больше всех в одном плей-офф. 24 мая Дончич был третий раз выбран в первую сборную всех звезд НБА, став третьим игроком после слияния НБА и АБА, которому удалось сделать это в первые четыре года в карьере, вместе с Тимом Данканом и Ларри Бердом.

#### Рекордные выступления и пропуск плей-офф (2022—2023)
22 октября 2022 года Дончич набрал 32 очка, семь подборов и 10 передач в победе над «Мемфис Гриззлис» со счетом 137-96. В этой игре он стал четвертым игроком со времен объединения НБА и АБА, набравшим 7000 очков за карьеру менее чем в 270 матчах, наряду с Майклом Джорданом, Шакилом О'Нилом и Леброном Джеймсом. 27 октября Дончич оформил трипл-дабл, набрав 41 очко, 11 подборов и 14 передач в победе над «Бруклин Нетс» со счетом 129:125. Этот трипл-дабл стал 22-м трипл-даблом в его карьере с 30 очками, из-за чего Дончич обошел Уилта Чемберлена и занял пятое место в истории НБА. 30 октября Дончич набрал 44 очка в победе над «Орландо Мэджик» со счетом 114-105, став первым игроком в истории НБА, набравшим 200+ очков, 50+ подборов и 50+ передач в первых шести играх сезона. Он также стал шестым игроком в истории НБА, набравшим не менее 30 очков в каждой из первых шести игр сезона, и первым со времен Майкла Джордана в сезоне 1986/87. 2 ноября в победе над «Ютой Джаз» со счетом 103:100 Дончич набрал 33 очка и стал первым игроком со времен Уилта Чемберлена в сезоне 1962/63, набравшим не менее 30 очков в каждой из первых семи игр сезона. В следующей игре Дончич набрал 35 очков, восемь подборов, шесть передач и три перехвата в победе над «Торонто Рэпторс» со счетом 111:110. Он стал единственным игроком НБА, набравшим 30 и более очков в первых восьми матчах сезона, после Уилта Чемберлена, который сделал это в первых восьми матчах сезона 1959/60 и первых 23 матчах сезона 1962/63.
18 ноября Дончич оформил свой 50-й трипл-дабл в карьере, набрав 33 очка, 12 подборов и 11 передач в победе над «Денвер Наггетс» со счетом 127:99. Таким образом, Дончич стал вторым игроком, быстрее всех записавшим на свой счет 50 трипл-даблов, для этого ему потребовалось 278 матчей за карьеру, уступив лишь Оскару Робертсону (111) и на одну игру меньше, чем Мэджику Джонсону (279). 23 ноября Дончич набрал 42 очка, а также восемь подборов и девять передач в матче с «Бостон Селтикс» (125:112). Он стал вторым игроком в истории НБА (по количеству сыгранных матчей), который быстрее всех набрал 7500 очков, 2000 подборов и 2000 передач, уступая только Оскару Робертсону, который совершил это достижение в 254 матчах по сравнению с 280 играми Дончича. 29 ноября Дончич оформил свой 51-й трипл-дабл в карьере, набрав 41 очко, 12 подборов и 12 передач в победе над действующим чемпионом «Голден Стэйт Уорриорз» со счетом 116:113. Это был пятый трипл-дабл с 40 очками в его карьере, в результате чего Дончич уступает лишь Оскару Робертсону (22), Джеймсу Хардену (16), Расселу Уэстбруку (13), Уилту Чемберлену (7) и Леброну Джеймсу (6). Дончич также сравнялся с Дирком Новицки по количеству 40-очковых матчей за всю историю «Маверикс» (20), уступив лишь Марку Агирре (22).
23 декабря Дончич набрал 50 очков, сделал восемь подборов и 10 передач в победе над «Хьюстон Рокетс» со счетом 112-106. Он присоединился к Дирку Новицки как единственный игрок, оформивший несколько 50-очковых матчей в истории «Маверикс». 27 декабря Дончич установил карьерный максимум по очкам (60) и подборам (21) и стал первым игроком в истории НБА, оформившим трипл-дабл с 60 очками и 20 подборами в победе над «Нью-Йорк Никс» со счетом 126:121, и первым игроком после Джеймса Хардена, оформившим трипл-дабл с 60 очками. Дончич также стал третьим игроком в истории НБА, которому удалось сделать трипл-дабл с 50+ очками и 20 подборами, наряду с Элджином Бэйлором и Чемберленом. 60 очков Дончича также стали самым большим количеством очков в истории «Маверикс», что побило рекорд, ранее принадлежавшему Новицки (53), и он превзошел Новицки по количеству 50-очковых игр в истории «Маверикс». 31 декабря Дончич набрал 51 очко, сделал шесть подборов, девять передач и четыре перехвата в победе над «Сан-Антонио Сперс» со счетом 126:125. Он стал первым игроком в истории НБА, набравшим 250 с лишним очков, 50 с лишним подборов и 50 с лишним передач за пять игр. Дончич также превзошел Марка Агирре по количеству 40-очковых игр в истории «Маверикс» - 23.
3 января 2023 года Дончич получил награду игрока месяца Западной конференции за игру в декабре, третью в своей карьере. 12 января Дончич сделал свой 10-й трипл-дабл в сезоне, набрав 35 очков, 14 подборов и 13 передач за рекордные в карьере 53 минуты в победе над «Лос-Анджелес Лейкерс» со счетом 119:115 в двойном овертайме. Дончич забросил решающие трехочковые на последних секундах основного времени и в первом овертайме. 26 января он был назван стартовым игроком Западной конференции на матче всех звезд НБА 2023 года, что стало его четвертым подряд выбором. 30 января Дончич набрал 53 очка при 17 из 24 попаданий с игры в победе над «Детройт Пистонс» (111:105), что стало его пятым 50-очковым матчем в карьере. Дончич сравнялся с Леброном Джеймсом по количеству 50-очковых игр за первые пять сезонов в НБА - пять, уступая рекорду Майкла Джордана, набравшего подобный результат в 17 играх после слияния АБА и НБА. 2 марта Дончич набрал 42 очка и сделал 12 передач в победе над «Филадельфией Севенти Сиксерс» со счетом 133:126. В той же игре его партнер по команде Кайри Ирвинг набрал 40 очков, и это был первый случай в истории франшизы, когда два игрока набрали 40 очков в одной игре. 22 марта Дончич набрал 30 очков, семь подборов и сделал рекордные для сезона 17 передач в матче с «Голден Стэйт Уорриорз» (127:125). Это была его 41-я игра с 30 очками в сезоне, и он превзошел предыдущий рекорд Марка Агирре по количеству игр с 30 очками за сезон в составе «Маверик».10 мая Дончич в четвертый раз подряд был выбран в первую сборную всех звезд НБА.

#### Первый титул самого результативного игрока и выход в финал (2023—24)
25 октября 2023 года Дончич оформил трипл-дабл из 33 очков, 14 подборов и 10 передач в победе над «Сан-Антонио Сперс» со счетом 126:119. Он также стал первым игроком в истории «Маверикс», оформившим трипл-дабл с 30 очками в стартовом матче сезона. Два дня спустя Дончич набрал 49 очков, включая девять трехочковых, а также 10 подборов и семь передач в победе над «Бруклин Нетс» со счетом 125-120. 10 ноября Дончич набрал 44 очка при 17 из 21 попаданий с игры в победе над «Лос-Анджелес Клипперс» со счетом 144-126. 2 декабря он оформил свой 59-й в карьере трипл-дабл, набрав 36 очков, 15 подборов и 18 передач в матче с «Оклахома-Сити Тандер» (126:120) и занял девятое место в списке игроков с наибольшим количеством трипл-даблов. Четыре дня спустя Дончич оформил 60-й трипл-дабл в карьере, набрав 40 очков, 10 подборов и 11 передач в матче с «Ютой Джаз» (147:97). В первой половине игры Дончич набрал 29 очков, 10 подборов и 10 передач, что стало первым 25-очковым трипл-даблом в истории НБА в первой половине. 11 декабря Дончич набрал 35 очков в победе над «Мемфис Гриззлис» со счетом 120:113. Дончич стал вторым игроком в истории НБА, который быстрее всех набрал 1000 забитых трехочковых за карьеру, опередив Бадди Хилда и сделав это в 351 игре. Дончич также стал самым молодым игроком в истории НБА, забросившим 1000 трехочковых за карьеру, сделав это в возрасте 24 лет и 287 дней. 16 декабря Дончич оформил трипл-дабл, набрав 40 очков, 12 подборов и 10 передач в победе над «Портленд Трэйл Блэйзерс» со счетом 131:120. Он обошел Уилта Чемберлена и занял четвертое место в списке игроков с трипл-даблом с 40+ очками. В карьере Чемберлена было семь матчей, в которых он делал трипл-дабл с 40 очками, а у Дончича теперь восемь таких матчей. 25 декабря Дончич набрал 50 очков, сделал 15 передач, шесть подборов и четыре перехвата в победе над «Финикс Санз» со счетом 128:114. В той же игре он набрал 10 000 очков за карьеру. Дончич стал шестым игроком, набравшим 10 000 очков за карьеру в регулярном чемпионате до достижения 25 лет, вместе с Леброном Джеймсом, Кевином Дюрантом, Коби Брайантом, Кармело Энтони и Трейси Макгрэди. Он стал самым быстрым игроком, набравшим 10 000 очков среди действующих игроков по состоянию на 2023 год, сыграв 358 матчей. Это самый быстрый показатель со времен Майкла Джордана. Дончич также занимает третье место по количеству очков, набранных в рождественских играх, уступая Бернарду Кингу и Уилту Чемберлену. 
25 января 2024 года Дончич был назван стартовым игроком Западной конференции на матче всех звезд НБА 2024 года, что стало его пятым подряд выбором и четвертым выбором в качестве стартового игрока. На следующий день Дончич стал четвертым игроком в истории лиги, набравшим 72 и более очков за игру, и первым игроком в истории, набравшим не менее 70 очков при 75% и более попаданий с игры в победе над «Атлантой Хокс» со счетом 148-143, набрав рекордные в карьере 73 очка (25 из 33 попаданий, восемь точных трехочковых), установив новый рекорд франшизы. Это стало самым большим количеством очков, набранных в одной игре любым игроком с тех пор, как Коби Брайант набрал 81 очко 22 января 2006 года. 33 попытки Дончича с игры стали наименьшим количеством попыток, необходимых для достижения 70 очков. Его 41 очко в первой половине игры также установило рекорд «Маверикс» по количеству очков в любой половине игры, превзойдя предыдущий рекорд, установленный Дирком Новицки в декабре 2009 года. 27 января Дончич оформил трипл-дабл, набрав 28 очков, 17 передач и 10 подборов, став первым игроком в истории НБА, которому удалось оформить трипл-дабл с 50 очками в двух матчах. Два дня спустя в победе над «Орландо Мэджик» со счетом 131:129 Дончич стал седьмым самым молодым игроком, записавшим на свой счет 3000 передач, и присоединился к Леброну Джеймсу, став вторым игроком в истории НБА, которому удалось набрать 10 000 очков, 3 000 подборов и 3 000 передач до достижения 25 лет. 
4 марта Дончич был удостоен награды игрока месяца Западной конференции за игру в феврале, четвертой в своей карьере. 9 марта Дончич набрал 39 очков, 10 подборов и 10 передач в победе над «Детройт Пистонс» со счетом 142:124. Он стал первым игроком в истории НБА, которому удалось записать на свой счет шесть подряд трипл-даблов с 30 очками. 2 апреля Дончич был удостоен награды игрока месяца Западной конференции за игру в марте, пятой в своей карьере. Это был второй случай в карьере Дончича, когда он делал трипл-дабл с 30 очками в каждом матче в течение любого календарного месяца. Единственными игроками в истории НБА, которым удавалось сделать трипл-дабл с 30 очками в каждой игре за месяц, являются Оскар Робертсон (5 раз) и Рассел Уэстбрук (дважды). Дончич также стал первым игроком в истории франшизы, получившим ежемесячную награду в течение нескольких месяцев подряд, и присоединился к Дирку Новицки как единственный игрок «Маверикс», получивший эту награду дважды в одном и том же сезоне. 9 апреля Дончич оформил трипл-дабл, набрав 39 очков, 12 подборов и 10 передач в победе над «Шарлотт Хорнетс» со счетом 130-104, и стал восьмым в списке по количеству трипл-даблов за карьеру. Дончич также превзошел предыдущий рекорд Марка Агирре в 2 330 очков, став самым результативным игроком в сезоне за всю историю франшизы. Дончич завершил регулярный сезон первым европейцем, возглавившим рейтинг НБА по количеству набранных очков, и вторым иностранным игроком, которому удалось добиться этого. Дончич занял третье место в гонке за звание MVP сезона. Он был выбран в свою пятую первую сборную всех звезд НБА, присоединившись к Кевину Дюранту и Тиму Данкану как единственным игрокам, получившим пять выборов в первую сборную всех звезд до своего 26-летия, а также присоединился к Ларри Берду, Джорджу Гервину и Данкану как единственным игрокам, получившим пять или более выборов в первую сборную всех звезд в течение первых шести сезонов после слияния АБА и НБА. Дончич занял третье место в голосовании за MVP, уступив Николе Йокичу и Шаю Гилджесу-Александеру. 
15 мая 2024 года в 5-й игре полуфинала Западной конференции против «Оклахома-Сити Тандер» Дончич оформил свой шестой во всех играх плей-офф за карьеру трипл-дабл из 31 очка, 10 подборов и 11 передач в победе со счетом 104-92. В 6-й игре Дончич оформил свой четвертый трипл-дабл в плей-офф 2024 года из 29 очков, 10 подборов и 10 передач в победе со счетом 117-116, отправив тем самым «Маверикс» в финал Западной конференции. Во второй игре финала Западной конференции против «Миннесоты Тимбервулвз» 24 мая Дончич оформил трипл-дабл из 32 очков, 10 подборов, 13 передач и победного трехочкового броска за три секунды до конца четвертой четверти, что помогло одержать победу со счетом 109-108. В пятой игре Дончич, набрав 36 очков и сделав 10 подборов, помог одержать победу над «Тимбервулвз» со счетом 124-103 и обеспечил «Маверикс» третий выход в финал НБА в истории клуба. Он также стал MVP финала Западной конференции. Дончич стал шестым игроком в истории НБА после Тима Данкана, Джейсона Кидда, Леброна Джеймса, Николы Йокича и Джейсона Тейтума, который лидировал по очкам, подборам и передачам в своей команде во время выхода в финал НБА. 
В первой игре Финала НБА 2024 года против «Бостон Селтикс» Дончич набрал 30 очков и взял 10 подборов в поражении со счетом 89-107. Он стал первым игроком со времен Тима Данкана в 1999 году, которому удалось сделать дабл-дабл из 30 очков в своей первой игре в финале. Во второй игре Дончич стал первым игроком в истории «Далласа», которому удалось сделать трипл-дабл в финальной серии. Он набрал 32 очка, 11 подборов, 11 передач и четыре перехвата в поражении со счетом 98-105. Это был его 10-й трипл-дабл в матчах плей-офф. В третьей игре он выбыл из игры за четыре минуты до конца. «Даллас» проиграл «Бостону» в финале в пяти матчах, несмотря на то, что Дончич набрал 28 очков, 12 подборов, 5 передач и 3 перехвата в пятой игре, завершившейся со счетом 88:106. Он также закончил плей-офф лидером по общему количеству очков (635), подборов (208) и передач (178), став вторым игроком в истории НБА, который закончил плей-офф лидером по всем трем этим категориям после Николы Йокича в плей-офф НБА 2023 года. 

#### Последний сезон в составе «Маверикс» (2024—25)
7 декабря 2024 года Дончич оформил трипл-дабл, набрав 30 очков, 13 подборов и 11 передач в победе над «Торонто Рэпторс» со счетом 125:118. Он обошел Уилта Чемберлена и Джеймса Хардена и занял седьмое место в списке игроков с наибольшим количеством трипл-даблов за всю карьеру. 16 декабря 2024 года в матче против «Голден Стэйт Уорриорз» Дончич набрал 45 очков, 11 подборов и 13 передач, что стало его 9 трипл-даблом с 40 и более очками. Он занимает 4 место в НБА по этому показателю, уступая лишь Оскару Робертсону (22), Джеймсу Хардену (16) и Расселлу Уэстбруку (13). После поражения от «Миннесоты» 25 декабря он покинул игру из-за растяжения икроножной мышцы, из-за которого, как ожидалось, он не сможет играть как минимум месяц.

### Лос–Анджелес Лейкерс (2025—настоящее время)
2 февраля 2025 года Дончич, наряду с Макси Клебером и Маркиффом Моррисом, были обменян в «Лос-Анджелес Лейкерс» на Макса Кристи, Энтони Дэвиса и право выбора в первом раунде драфта 2029 года. «Лейкерс» также обменяли Джалена Гуда-Шифино и право выбора во втором раунде драфта НБА 2025 года в «Юту Джаз», которые также приобрели право выбора во втором раунде драфта НБА 2025 года у «Маверикс». Этот обмен был расценен как один из самых значительных и неожиданных в истории НБА, поскольку впервые в истории лиги были обменяны два игрока сборной звезд НБА в середине сезона.  «Маверикс», которые были инициаторами сделки, подверглись резкой критике за обмен своего игрока франшизы, в то время как генеральный менеджер «Маверикс» Нико Харрисон выступил в защиту сделки, заявив, "Я верю, что защита выигрывает чемпионаты". Дончич, с другой стороны, был ошеломлен сделкой; по словам Харрисона, ему не сказали об этом, пока сделка не была заключена. По словам Чендлера Парсонса, Дончич купил дом в Далласе за 15 миллионов долларов за неделю до этого. На момент обмена Дончич не играл с Рождества, так как выбыл из строя из-за растяжения связок голени. Он восстановился от травмы и дебютировал в составе «Лос-Анджелес Лейкерс» 10 февраля в матче против «Юта Джаз», набрав 14 очков за 24 минуты, а «Лейкерс» выиграли со счетом 132-113.
В марте Дончич установил новый рекорд клуба по количеству точных трехочковых за один месяц, реализовав 64 броска.
9 апреля в первом матче против своей бывшей команды «Даллас Маверикс» Дончич набрал 45 очков, 8 подборов, 6 передач и 4 перехвата.
22 апреля Дончич набрал 31 очко, 12 подборов и 9 передач в победе над «Миннесотой Тимбервулвз». Он стал 3-м баскетболистом в истории «Лейкерс» после Джорджа Майкана и Шакила О'Нила, который начал выступление в плей-офф за клуб с двух матчей с 30 очками и более.

## Карьера в сборной

### Юниорская сборная

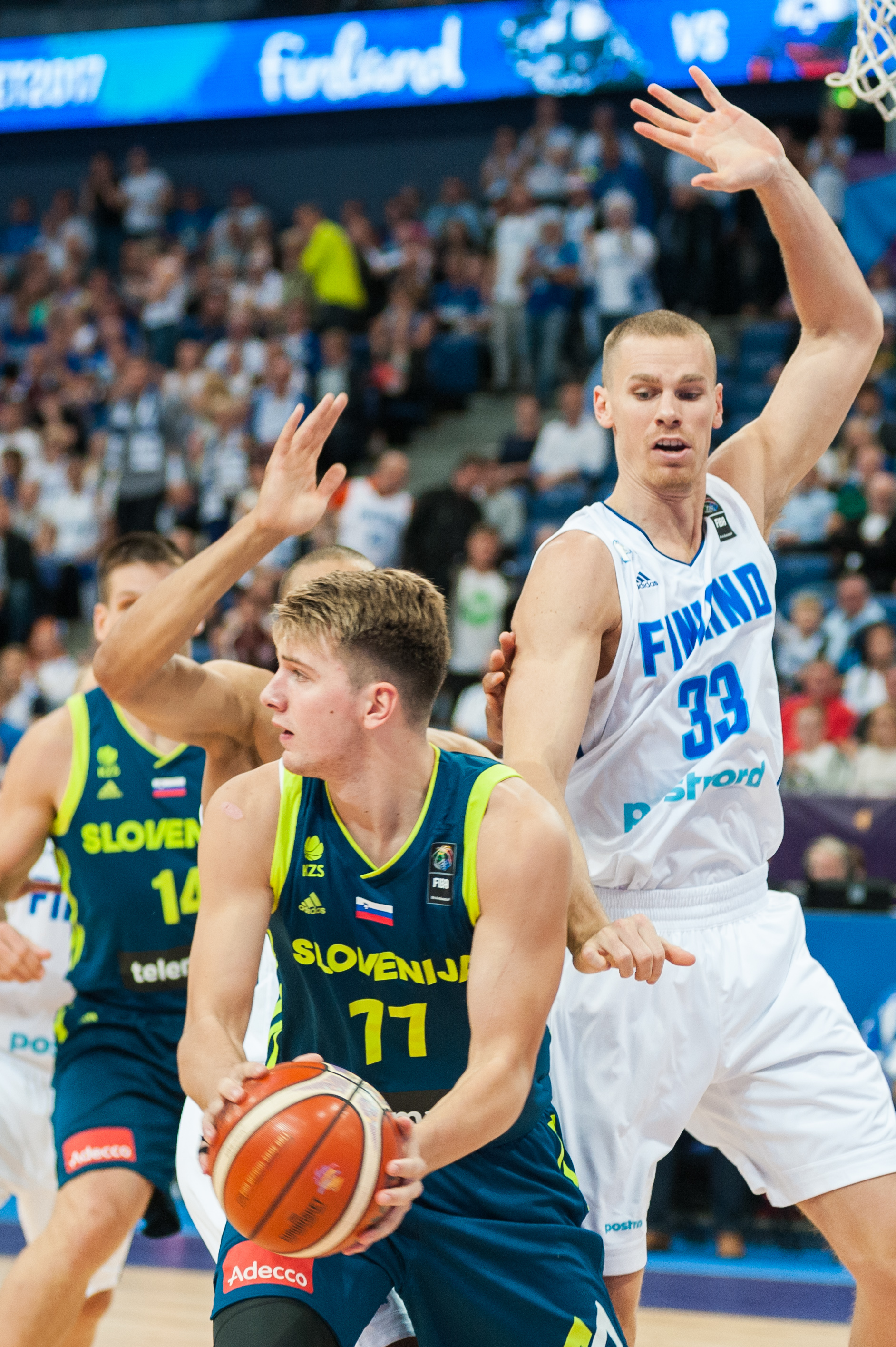
Дончич (с мячом) во время чемпионата Европы 2017

Дончич должен был сыграть на турнире Дивизиона В чемпионата Европы по баскетболу среди юношей до 16 лет 2014 года, но был вынужден сняться с турнира из-за травмы колена. В декабре 2014 года он принял участие в товарищеском турнире в Секешфехерваре, Венгрия, набирая в среднем 35,3 очка и 7,6 подбора за игру при точности бросков 81 % двухочковых и 57 % трёхочковых.

### Взрослая сборная

#### Чемпионат Европы 2017
22 сентября 2016 года Дончич объявил, что будет представлять сборную Словении до конца своей карьеры. Ранее его связывали с рядом других национальных сборных, включая Сербию и Испанию. Его соседом по комнате в национальной команде стал Горан Драгич, с которым он познакомился в возрасте 7 лет и которого называет своим наставником и другом.
Дончич был в составе сборной Словении на чемпионате Европы 2017, где его страна завоевала свою первую золотую медаль, одержав победу во всех девяти матчах на турнире. В победном матче против Латвии (103-97) в четвертьфинале Дончич набрал 27 очков и сделал 9 подборов. Он записал на свой счёт 11 очков, 12 подборов и 8 передач в полуфинале против Испании (92-72). В финале, который сборная Словении выиграла со счетом 93-85 у Сербии, Дончич набрал 8 очков и 7 подборов, прежде чем выбыл из игры из-за травмы, полученной в третьей четверти матча. Дончич также был включён в состав символической сборной турнира, присоединившись к товарищу по команде Горану Драгичу, который также был признан MVP чемпионата Европы.

#### Олимпийские игры 2020
Во время Олимпийского квалификационного турнира 2020 ФИБА в Литве Дончич помог своей сборной впервые квалифицироваться на Олимпийские игры. Дончич был признан MVP турнира, набрав 31 очко, 11 подборов и 13 передач в финальном раунде против сборной Литвы (96:85).
26 июля 2021 года в своём первом матче на Олимпийских играх Дончич набрал 48 очков в победном матче против сборной Аргентины (118:100). Это стало повторением второго среди лучших результатов в одном матче летних Олимпийских игр и наивысшим показателем в дебютном матче на баскетбольном турнире Олимпийских игр. В полуфинальном матче против сборной Франции (89:90) Дончич стал третьим игроком в истории, сделавшим трипл-дабл в матче баскетбольного турнира Олимпийских игр, набрав 16 очков, 10 подборов и 18 передач. Этот матч завершил 17-матчевую победную серию Дончича за взрослую сборную с момента его дебюта в 2017 году. Словения завершила турнир на четвёртом месте, проиграв сборной Австралии в матче за третье место (93:107). Дончич был включён в символическую сборную турнира из пяти лучших игроков вместе с Патриком Миллсом, Кевином Дюрантом, Рики Рубио и Руди Гобером.

#### Чемпионат Европы 2022
В заключительном матче групповой стадии турнира против сборной Франции Дончич набрал 47 очков, а его команда сумела победить со счетом 88:82 и квалифицироваться в стадию плей-офф с первого места группы В. Его 47 очков стали вторым показателем количества набранных очков за матч в истории чемпионатов Европы и рекордным за последние 65 лет. 10 сентября он набрал 35 очков в победном матче против сборной Бельгии (88:72), что помогло его команде пройти в четвертьфинал турнира. В этом матче Дончич третий раз подряд набрал 30+ очков, став первым игроком в истории турнира за последние 30 лет, кому удалось достичь этой отметки. Сборная Словении уступила сборной Польши в четвертьфинале и завершила своё участие в турнире.

#### Чемпионат мира 2023
Во время чемпионата мира 2023 года Дончич вошел в эксклюзивный клуб игроков, набравших 200 очков. Он стал одним из 11 игроков, которым удалось сделать это за один чемпионат мира. Дончич лидировал среди всех игроков, набирая 27,0 очка, а также 7,1 подбора, 6,1 передачи и 2,5 перехвата за игру.Словения закончила турнир на седьмом месте, победив Италию со счетом 89:85, а Дончич лидировал в обеих командах по очкам, подборам и передачам. В знак признания его индивидуальной игры Дончич был включен в состав сборной чемпионата мира.

#### Летние Олимпийские игры 2024 года, поражение в квалификации
В отборочном турнире Олимпийских игр 2024 года в Париже сборная Словении не прошла квалификацию, уступив сборной Греции со счетом 68:96, и осталась за бортом финальной стадии.

#### Чемпионат Европы 2025
5 мая 2025 года Дончич подтвердил свое участие на чемпионате Европы 2025 года. 28 июля 2025 года Дончич вошел в расширенный состав сборной Словении.

## Достижения

### Клубные
- Чемпион Евролиги: 2017/2018
- Обладатель Межконтинентального кубка ФИБА: 2015
- Чемпион Испании (3): 2014/2015, 2015/2016, 2017/2018
- Обладатель Кубка Испании (2): 2016, 2017
- Серебряный призёр Кубка Испании: 2018

### Сборная Словении
- Чемпион Европы: 2017

## Личная жизнь
Крёстный отец Луки — бывший игрок НБА Радослав Нестерович. Дончич фанат клуба «Црвена звезда». Игрок говорит на четырёх языках — словенском, английском, испанском и сербском. Испанский он выучил во время выступлений за «Реал Мадрид».
В 2017 году, будучи игроком мадридского «Реала», Дончич подписал двухлетний контракт с Nike. В декабре 2019 года было объявлено, что Дончич подписал многолетний контракт с Air Jordan.

## Статистика

### Статистика в НБА
| Сезон                                                                                    | Команда    | Регулярный сезон | Регулярный сезон | Регулярный сезон | Регулярный сезон | Регулярный сезон | Регулярный сезон | Регулярный сезон | Регулярный сезон | Регулярный сезон | Регулярный сезон | Регулярный сезон | Серия плей-офф | Серия плей-офф | Серия плей-офф | Серия плей-офф | Серия плей-офф | Серия плей-офф | Серия плей-офф | Серия плей-офф | Серия плей-офф | Серия плей-офф | Серия плей-офф |
| Сезон                                                                                    | Команда    | GP               | GS               | MPG              | FG%              | 3P%              | FT%              | RPG              | APG              | SPG              | BPG              | PPG              | GP             | GS             | MPG            | FG%            | 3P%            | FT%            | RPG            | APG            | SPG            | BPG            | PPG            |
| ---------------------------------------------------------------------------------------- | ---------- | ---------------- | ---------------- | ---------------- | ---------------- | ---------------- | ---------------- | ---------------- | ---------------- | ---------------- | ---------------- | ---------------- | -------------- | -------------- | -------------- | -------------- | -------------- | -------------- | -------------- | -------------- | -------------- | -------------- | -------------- |
| 2018/19                                                                                  | Даллас     | 72               | 72               | 32,2             | 42,7             | 32,7             | 71,3             | 7,8              | 6,0              | 1,1              | 0,3              | 21,2             | Не участвовал  | Не участвовал  | Не участвовал  | Не участвовал  | Не участвовал  | Не участвовал  | Не участвовал  | Не участвовал  | Не участвовал  | Не участвовал  | Не участвовал  |
| 2019/20                                                                                  | Даллас     | 61               | 61               | 33,6             | 46,3             | 31,6             | 75,8             | 9,4              | 8,8              | 1,0              | 0,2              | 28,8             | 6              | 6              | 35,8           | 50,0           | 36,4           | 65,6           | 9,8            | 8,7            | 1,2            | 0,5            | 31,0           |
| 2020/21                                                                                  | Даллас     | 66               | 66               | 34,3             | 47,9             | 35,0             | 73,0             | 8,0              | 8,6              | 1,0              | 0,5              | 27,7             | 7              | 7              | 40,2           | 49,0           | 40,8           | 52,9           | 7,9            | 10,3           | 1,3            | 0,4            | 35,7           |
| 2021/22                                                                                  | Даллас     | 65               | 65               | 35,4             | 45,7             | 35,3             | 74,4             | 9,1              | 8,7              | 1,2              | 0,6              | 28,4             | 15             | 15             | 36,8           | 45,5           | 34,5           | 77,0           | 9,8            | 6,4            | 1,8            | 0,6            | 31,7           |
| 2022/23                                                                                  | Даллас     | 66               | 66               | 36,2             | 49,6             | 34,2             | 74,2             | 8,6              | 8,0              | 1,4              | 0,5              | 32,4             | Не участвовал  | Не участвовал  | Не участвовал  | Не участвовал  | Не участвовал  | Не участвовал  | Не участвовал  | Не участвовал  | Не участвовал  | Не участвовал  | Не участвовал  |
| 2023/24                                                                                  | Даллас     | 70               | 70               | 37,5             | 48,7             | 38,2             | 78,6             | 9,2              | 9,8              | 1,4              | 0,5              | 33,9*            | 22*            | 22*            | 40,9           | 44,6           | 32,2           | 76,5           | 9,5            | 8,1            | 1,9            | 0,4            | 28,9           |
| 2024/25                                                                                  | Даллас     | 22               | 22               | 35,7             | 46,4             | 35,4             | 76,7             | 8,3              | 7,8              | 2,0              | 0,4              | 28,1             | Не участвовал  | Не участвовал  | Не участвовал  | Не участвовал  | Не участвовал  | Не участвовал  | Не участвовал  | Не участвовал  | Не участвовал  | Не участвовал  | Не участвовал  |
| 2024/25                                                                                  | ЛА Лейкерс | 28               | 28               | 35,1             | 43,8             | 37,9             | 79,1             | 8,1              | 7,5              | 1,6              | 0,4              | 28,2             | 5              | 5              | 41,6           | 45,2           | 34,8           | 89,1           | 7,0            | 5,8            | 1,0            | 0,6            | 30,2           |
|                                                                                          | Всего      | 450              | 450              | 34,9             | 46,8             | 35,0             | 75,1             | 8,6              | 8,2              | 1,2              | 0,5              | 28,6             | 55             | 55             | 39,2           | 46,1           | 34,7           | 73,7           | 9,2            | 7,8            | 1,6            | 0,5            | 30,9           |
| Наведите курсор мыши на аббревиатуры в заголовке таблицы, чтобы прочесть их расшифровку. |            |                  |                  |                  |                  |                  |                  |                  |                  |                  |                  |                  |                |                |                |                |                |                |                |                |                |                |                |

### Статистика в других лигах
| Сезон | Команда              | Лига                                             | GP  | GS  | MPG  | FG%  | 3P%  | FT%  | RPG | APG | SPG | BPG | PFL | TOV | PPG  |
| --- | -------------------- | ------------------------------------------------ | --- | --- | ---- | ---- | ---- | ---- | --- | --- | --- | --- | --- | --- | ---- |
| 2014/15 | Все клубы            | Все лиги                                         | 14  | 9   | 18,2 | 42,2 | 35,7 | 58,1 | 5,6 | 3,2 | 0,9 | 0,4 | 0,6 | 2,1 | 8,5  |
| 2014/15 | Реал Мадрид (Ю-18)   | Турнир в Оспиталете                              | 5   | 5   | 22,8 | 55,6 | 41,7 | 52,6 | 7,2 | 4,4 | 1,8 | 0,4 | 0,6 | 3,2 | 13,0 |
| 2014/15 | Реал Мадрид (Ю-18)   | Euroleague Basketball Next Generation Tournament | 4   | 4   | 29,3 | 31,4 | 33,3 | 62,5 | 9,0 | 5,8 | 0,8 | 0,8 | 1,3 | 3,3 | 11,5 |
| 2014/15 | Реал Мадрид          | Чемпионат Испании                                | 5   | 0   | 4,8  | 33,3 | 33,3 | 75,0 | 1,2 | 0,0 | 0,0 | 0,0 | 0,2 | 0,2 | 1,6  |
| 2015/16 | Все клубы            | Все лиги                                         | 55  | 8   | 12,1 | 50,0 | 36,8 | 74,0 | 2,5 | 1,7 | 0,4 | 0,3 | 1,5 | 1,2 | 4,1  |
| 2015/16 | Реал Мадрид          | Чемпионат Испании                                | 39  | 8   | 12,9 | 52,6 | 39,2 | 70,8 | 2,6 | 1,7 | 0,4 | 0,3 | 1,8 | 1,3 | 4,5  |
| 2015/16 | Реал Мадрид          | Евролига                                         | 12  | 0   | 11,1 | 40,7 | 31,3 | 88,2 | 2,3 | 2,0 | 0,2 | 0,3 | 0,6 | 1,2 | 3,5  |
| 2015/16 | Реал Мадрид          | Кубок Испании                                    | 2   | 0   | 4,3  | 33,3 | 0,0  | 50,0 | 2,5 | 0,5 | 0,0 | 0,0 | 0,5 | 0,0 | 1,5  |
| 2015/16 | Реал Мадрид          | Межконтинентальный кубок ФИБА                    | 2   | 0   | 11,5 | -    | -    | 66,7 | 1,0 | 1,5 | 1,5 | 0,5 | 2,0 | 1,0 | 2,0  |
| 2016/17 | Все клубы            | Все лиги                                         | 80  | 35  | 20,2 | 44,3 | 33,3 | 80,8 | 4,5 | 3,6 | 0,7 | 0,2 | 1,3 | 1,8 | 7,9  |
| 2016/17 | Реал Мадрид          | Чемпионат Испании                                | 42  | 17  | 19,8 | 44,1 | 29,5 | 78,5 | 4,4 | 3,0 | 0,6 | 0,3 | 1,2 | 1,8 | 7,5  |
| 2016/17 | Реал Мадрид          | Евролига                                         | 35  | 15  | 19,9 | 43,4 | 37,1 | 84,4 | 4,5 | 4,2 | 0,9 | 0,2 | 1,3 | 1,8 | 7,8  |
| 2016/17 | Реал Мадрид          | Кубок Испании                                    | 3   | 3   | 29,0 | 53,8 | 36,4 | 75,0 | 6,7 | 5,3 | 1,0 | 0,0 | 2,3 | 2,7 | 14,7 |
| 2017/18 | Все клубы            | Все лиги                                         | 73  | 54  | 25,1 | 45,0 | 31,0 | 78,9 | 5,3 | 4,5 | 1,1 | 0,4 | 1,6 | 2,2 | 14,2 |
| 2017/18 | Реал Мадрид          | Чемпионат Испании                                | 37  | 34  | 24,3 | 46,0 | 29,3 | 75,2 | 5,7 | 4,7 | 1,1 | 0,4 | 1,8 | 2,2 | 12,5 |
| 2017/18 | Реал Мадрид          | Евролига                                         | 33  | 17  | 25,9 | 45,1 | 32,9 | 81,6 | 4,8 | 4,3 | 1,1 | 0,3 | 1,5 | 2,3 | 16,0 |
| 2017/18 | Реал Мадрид          | Кубок Испании                                    | 3   | 3   | 26,3 | 33,3 | 27,8 | 78,9 | 5,7 | 4,3 | 1,7 | 0,0 | 1,0 | 0,7 | 14,0 |
| Всего | Всего                | Всего                                            | 222 | 106 | 19,7 | 45,1 | 32,7 | 77,8 | 4,3 | 3,4 | 0,8 | 0,3 | 1,4 | 1,8 | 9,1  |
| В Евролиге | В Евролиге           | В Евролиге                                       | 80  | 32  | 21,1 | 44,3 | 34,4 | 82,8 | 4,3 | 3,9 | 0,9 | 0,3 | 1,3 | 1,9 | 10,6 |
| В чемпионате Испании | В чемпионате Испании | В чемпионате Испании                             | 123 | 59  | 18,4 | 46,3 | 31,0 | 75,4 | 4,1 | 3,0 | 0,7 | 0,3 | 1,5 | 1,7 | 7,8  |
| Наведите курсор мыши на аббревиатуры в заголовке таблицы, чтобы прочесть их расшифровку Статистика приведена с сайта basketball.realgm.com |                      |                                                  |     |     |      |      |      |      |     |     |     |     |     |     |      |